# William Milovanovic
William Milovanovic (* 6. Mai 2002 in Biskopsgården) ist ein schwedisch-serbischer Fußballspieler, der auch die kroatische Staatsbürgerschaft besitzt. Er spielt aktuell beim BK Häcken.

## Karriere

### Verein
Milovanovic begann seine fußballerische Ausbildung beim BK Häcken, wo er bis zum Januar 2021 in der Jugend spielte und anschließend seinen Profivertrag unterschrieb. Am 12. Mai 2021 (6. Spieltag) debütierte er für die erste Mannschaft gegen den Örebro SK, als er bei der 2:3-Niederlage kurz vor Schluss eingewechselt wurde. In der gleichen Saison wurde er mit Häcken Vize-Pokalsieger mit vier Turniereinsätzen. Gegen den Aberdeen FC debütierte er nach Einwechslung in der Conference-League-Qualifikation auf internationalem Boden.
Im August 2021 wurde er für ein halbes Jahr an den Zweitligisten Norrby IF verliehen. Dort kam er zu 13 Einsätzen in der Superettan.

### Nationalmannschaft
Zwischen September 2018 und Mai 2019 spielte Milovanovic neunmal für die schwedische U17-Nationalmannschaft.

## Erfolge
- Schwedischer Vize-Pokalsieger: 2021